# Оптическое общество Лондона
Оптическое общество Лондона (англ. Optical Society) — научное общество, основанное в Лондоне в 1899 году, которое публиковало «Труды Оптического общества» (Transactions of the Optical Society).

## История
Общество было основано 26 октября 1899 года. Первым президентом был Уильям Торнтвейт (W.H.E. Thornthwaite) . Среди основателей были инженеры Чарльз Парсонс и Фрэнк Туайман (Frank Twyman). Его заседания в основном проводились в Имперском колледже Лондона.

## Преобразование
В 1932 году Общество объединилось с Лондонским физическим обществом, став Оптической группой Физического общества, а позже Оптической группой Института физики. Оптическая группа (Optical Group) является членом Европейского оптического общества (European Optical Society).